# Videojoc educatiu

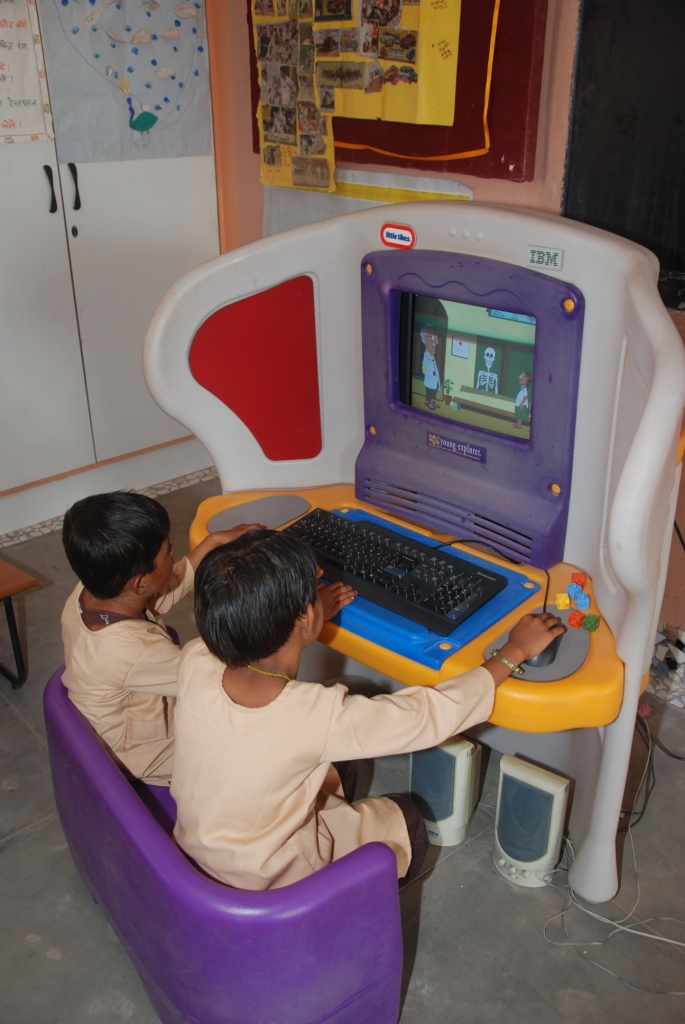
Canalla jugant a un videojoc educatiu a una escola a l'Índia.

Un videojoc educatiu és un material multimèdia interactiu per mitjà del qual es poden aprendre un o diversos temes. Una característica important d'un videojoc educatiu és que el coneixement és adquirit d'una forma implícita, és a dir, els jugadors no s'adonen de que quan juguen, van adquirint una sèrie de coneixements concrets, sinó que es van apropiant d'aquests en el transcurs natural del videojoc.
Introduir el videojoc com un material didàctic a l'aula ha estat tema de discussió durant molts anys, on podem trobar els seus partidaris i detractors; aquests últims impulsats per etiquetatges generalitzats i injustificats cap als videojocs amb temàtiques de violència, addicció, aïllaments i sexismes; però realment no hi ha estudis científics que demostrin que l'ús d'aquest tipus de videojocs pugui desencadenar conductes agressives o patològiques en els jugadors. Segons Christopher Ferguson (2010), és tot el contrari, el videojoc actuarà com un mitjà per descarregar tensions produint un efecte tranquil·litzador que disminuirà les possibilitats del jugador per cometre un acte violent, "(...) És el videojoc el que desencadena conductes violentes o són jugadors violents els que accedeixen a aquest tipus de continguts?"
Actualment els videojocs estan sent utilitzats als centres educatius. Més encara, un videojoc educatiu permet als estudiants desenvolupar habilitats que d'altra manera potser no adquiririen amb la mateixa facilitat.
Els estudiants poden desenvolupar la seva capacitat de trobar diferents maneres de resoldre els problemes que troben a través del joc. Sovint, els jugadors podran trobar que requereixen unes habilitats específiques més endavant en el joc i, per tant, estan obligats a mantenir i perfeccionar les seves habilitats per al seu ús posterior. Els videojocs solen oferir premis instantanis per tenir èxit en la resolució d'un problema. Això està en contrast amb l'entorn de l'aula, on els estudiants esperen proves graduades i només de tant en tant són recompensats amb targetes d'informe per informar dels seus progressos. Per tant, els videojocs es poden utilitzar com una alternativa a l'aula, mantenint nivells de dificultat depenent de l'edat i la maduresa de cada nen. Si un joc té èxit, els jugadors es prenen el seu temps per desenvolupar coneixements i les etapes del joc es reproduiran durant moltes més vegades amb gran atenció.